# Urmila – für die Freiheit
Urmila – für die Freiheit ist ein deutscher Dokumentarfilm von Susan Gluth aus dem Jahr 2016. Er handelt vom Kampf der Menschenrechtsaktivistin Urmila Chaudhary gegen die Kindersklaverei in Nepal. Der Kinostart in Deutschland war am 26. Mai 2016.

## Inhalt
Urmila Chaudhary aus dem Süden Nepals wurde mit sechs Jahren von ihren Eltern als Kamalari, eine Haushaltssklavin, in die Hauptstadt verkauft. Erst nach zwölf Jahren gelang ihre Befreiung. Der Film verfolgt Urmila danach über fünf Jahre, wie sie sich im In- und Ausland gegen die Tradition der Sklaverei und für Schulbildung einsetzt und dabei zwischen Politik und ihrem eigenen Leben wechselt. Sie möchte Rechtsanwältin werden, ist aber auch mit ihren Eltern konfrontiert, die sie selbst in die Versklavung führten.

## Kritik
Die Gutachter der Deutschen Film- und Medienbewertung lobten den Film und attestierten ihm eine berührende und emotional tiefgehende Wahrhaftigkeit:

„Urmila Chaudhary ist eine beeindruckende Protagonistin, der man gerne auf ihrem Weg folgt. Susan Gluth begleitet sie dabei, stellt keine direkten Fragen, verzichtet auch auf einen Kommentar. Urmila wird nie vorgeführt, das Trauma ihrer Erinnerungen ist spürbar, wird aber nie ausgestellt. Dazu gelingen dem Film immer wieder einzigartige ehrliche Momente, in denen sich in einem Bild all die Verzweiflung über das Erlebte und all die Hoffnung auf eine bessere Zukunft vereinen. […] Urmila – für die Freiheit ist ein eindringliches und inszenatorisch meisterhaftes Porträt einer starken, bewundernswerten, jungen Frau.“

## Auszeichnungen und Festivals
Urmila – für die Freiheit gelangte in die Vorauswahl zum Deutschen Filmpreis 2016 und wurde am 15. Februar 2016 während der Berlinale 2016 in der Reihe Lola at Berlinale uraufgeführt. Die Deutsche Film- und Medienbewertung (FBW) verlieh dem Film das Prädikat „besonders wertvoll“. Unter dem Titel Urmila: My Memory Is My Power lief der Film beim größten nordamerikanischen Dokumentarfilmfestival, dem Hot Docs Canadian International Documentary Festival in Toronto.